# Edward Pease
Edward Pease (31 mai 1767 - 31 juillet 1858), né à Darlington, en Angleterre, est un entrepreneur connu pour son implication dans le développement des chemins de fer au XIXe siècle.

## Biographie
Né à Darlington, Edward Pease fréquente l’école des quakers à Leeds. Il travaille ensuite dans l’entreprise familiale (une fabrique de laine), il devient banquier, avant de se tourner à cinquante ans vers le chemin de fer. Il est l’un des principaux instigateurs du premier chemin de fer anglais et est considéré comme le créateur du Stockton & Darlington Railway.
Pour développer l’exploitation des riches mines de charbon de Darlington, un projet voit le jour en 1810. Un comité doit étudier la possibilité de construire un canal ou un chemin de fer de Stockton à Winston, via Darlington.
En 1818, Edward Pease fait un discours remarqué à Darlington dans lequel il défend la cause du chemin de fer contre le canal qui remportait jusqu’alors les suffrages. Le coût de la construction est son principal atout puisqu'un chemin de fer revient beaucoup moins cher. Pour faire passer le projet, il fait appel aux Quakers de la région qui souscrivent au chemin de fer (celui-ci est alors surnommé « la ligne des Quakers », tant l’investissement dans le projet est grand).
En 1821, la motion est votée et la compagnie Stockton & Darlington Railway (S&DR) est fondée avec pour promoteur et responsable financier, Edward Pease.
En 1822, George Stephenson entend parler du projet et rencontre Edward Pease à Darlington. Celui-ci qui avait déjà remarqué Stephenson en fait l’ingénieur de la ligne.
En 1829, Pease se retire du chemin de fer, son fils Joseph lui succède.